# ناوچه کلاس لئوپارد
ناوچه کلاس لئوپارد (به انگلیسی: Leopard-class frigate) یک کلاس از کشتی است که طول آن ۳۴۰ فوت (۱۰۰ متر) می‌باشد.